# Helléan
Helléan [eleɑ̃] est une commune française située dans le département du Morbihan, en région Bretagne.

## Géographie

### Localisation
|                  | La Grée-Saint-Laurent Saint-Malo-des-Trois-Fontaines |         |
| La Croix-Helléan | Helléan                                              | Taupont |
|                  | Guillac                                              |         |

Helléan se situe dans la vallée du Ninian, à mi-chemin entre Josselin et Ploërmel, Rennes et Lorient par la RN 24. D'une superficie de 787 ha, commune limitrophe avec Taupont, Guillac, La Croix-Helléan, la Grée-Saint-Laurent et Saint-Malo-des-Trois-Fontaines.

### Hydrographie
Pour un article plus général, voir Réseau hydrographique du Morbihan.
La commune est située dans le bassin Loire-Bretagne. Elle est drainée par le Ninian, le Léverin, le Galouray, le ruisseau de Digoët et divers autres petits cours d'eau,.
Le Ninian, d'une longueur de 60 km, prend sa source dans la commune de Laurenan et se jette  dans le canal de Nantes à Brest à Val d'Oust, après avoir traversé 16 communes. 
Le Léverin, d'une longueur de 27 km, prend sa source dans la commune de Ménéac et se jette  dans le Ninian sur la commune, après avoir traversé sept communes. 

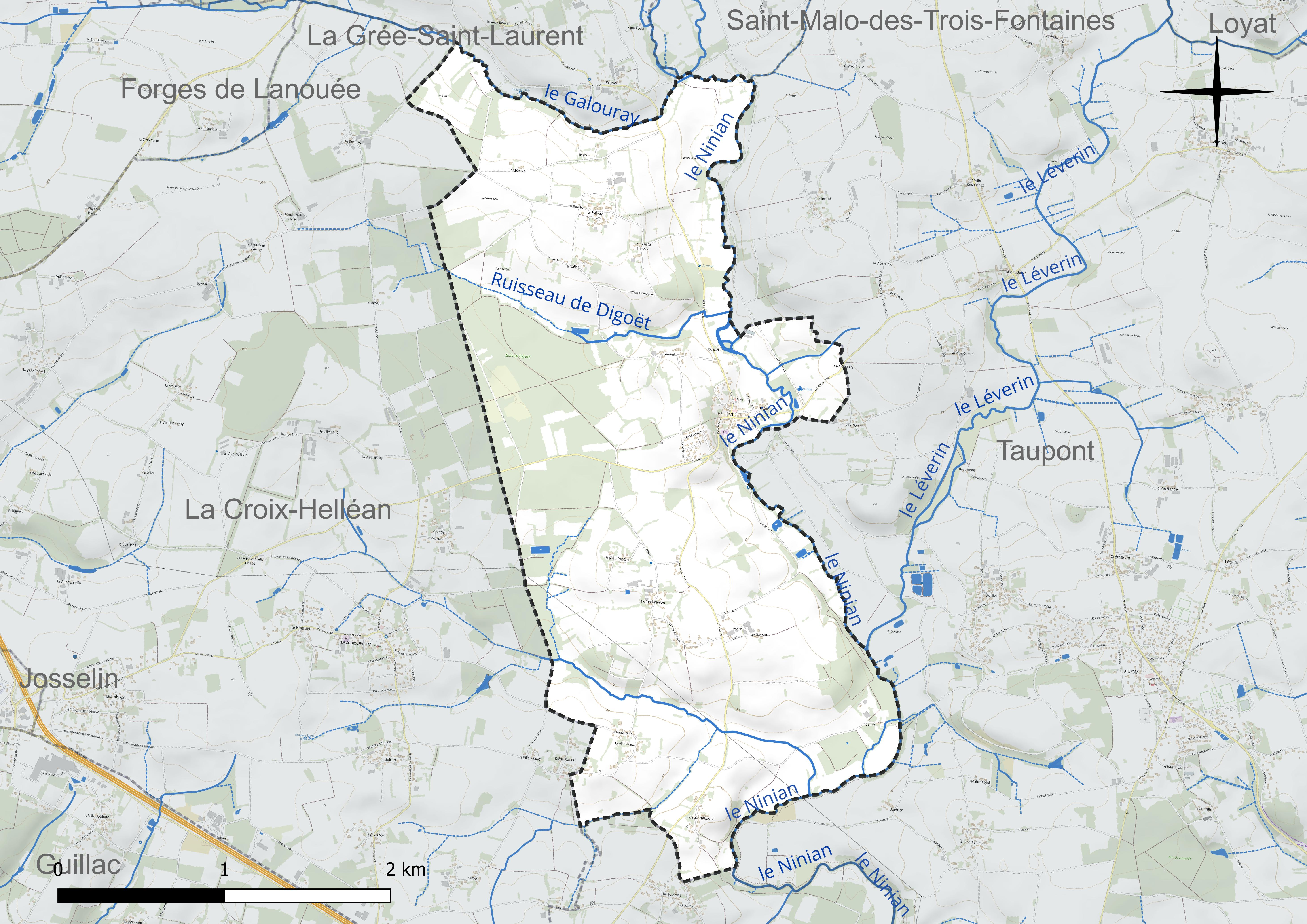
Réseau hydrographique d'Helléan.

### Climat
Pour des articles plus généraux, voir Climat de la Bretagne et Climat du Morbihan.
En 2010, le climat de la commune est de type climat océanique franc, selon une étude du CNRS s'appuyant sur une série de données couvrant la période 1971-2000. En 2020, Météo-France publie une typologie des climats de la France métropolitaine dans laquelle la commune est exposée à un climat océanique et est dans la région climatique  Bretagne orientale et méridionale, Pays nantais, Vendée, caractérisée par une faible pluviométrie en été et une bonne insolation. Parallèlement l'observatoire de l'environnement en Bretagne publie en 2020 un zonage climatique de la région Bretagne, s'appuyant sur des données de Météo-France de 2009. La commune est, selon ce zonage, dans la zone « Intérieur Est », avec des hivers frais, des étés chauds et des pluies modérées.  
Pour la période 1971-2000, la température annuelle moyenne est de 11,6 °C, avec une amplitude thermique annuelle de 12,6 °C. Le cumul annuel moyen de précipitations est de 863 mm, avec 13,2 jours de précipitations en janvier et 6,4 jours en juillet. Pour la période 1991-2020, la température moyenne annuelle observée sur la station météorologique la plus proche, située sur la commune de Ploërmel à 7 km à vol d'oiseau, est de 12,0 °C et le cumul annuel moyen de précipitations est de 767,2 mm,. Pour l'avenir, les paramètres climatiques de la commune estimés pour 2050 selon différents scénarios d'émission de gaz à effet de serre sont consultables sur un site dédié publié par Météo-France en novembre 2022.

## Urbanisme

### Typologie
Au 1er janvier 2024, Helléan est catégorisée commune rurale à habitat dispersé, selon la nouvelle grille communale de densité à sept niveaux définie par l'Insee en 2022.
Elle est située hors unité urbaine. Par ailleurs la commune fait partie de l'aire d'attraction de Ploërmel, dont elle est une commune de la couronne,. Cette aire, qui regroupe 19 communes, est catégorisée dans les aires de moins de 50 000 habitants,.

### Occupation des sols
L'occupation des sols de la commune, telle qu'elle ressort de la base de données européenne d’occupation biophysique des sols Corine Land Cover (CLC), est marquée par l'importance des territoires agricoles (82,9 % en 2018), une proportion identique à celle de 1990 (82,9 %). La répartition détaillée en 2018 est la suivante : 
terres arables (38,3 %), zones agricoles hétérogènes (36,1 %), forêts (17,1 %), prairies (8,5 %). L'évolution de l’occupation des sols de la commune et de ses infrastructures peut être observée sur les différentes représentations cartographiques du territoire : la carte de Cassini (XVIIIe siècle), la carte d'état-major (1820-1866) et les cartes ou photos aériennes de l'IGN pour la période actuelle (1950 à aujourd'hui).

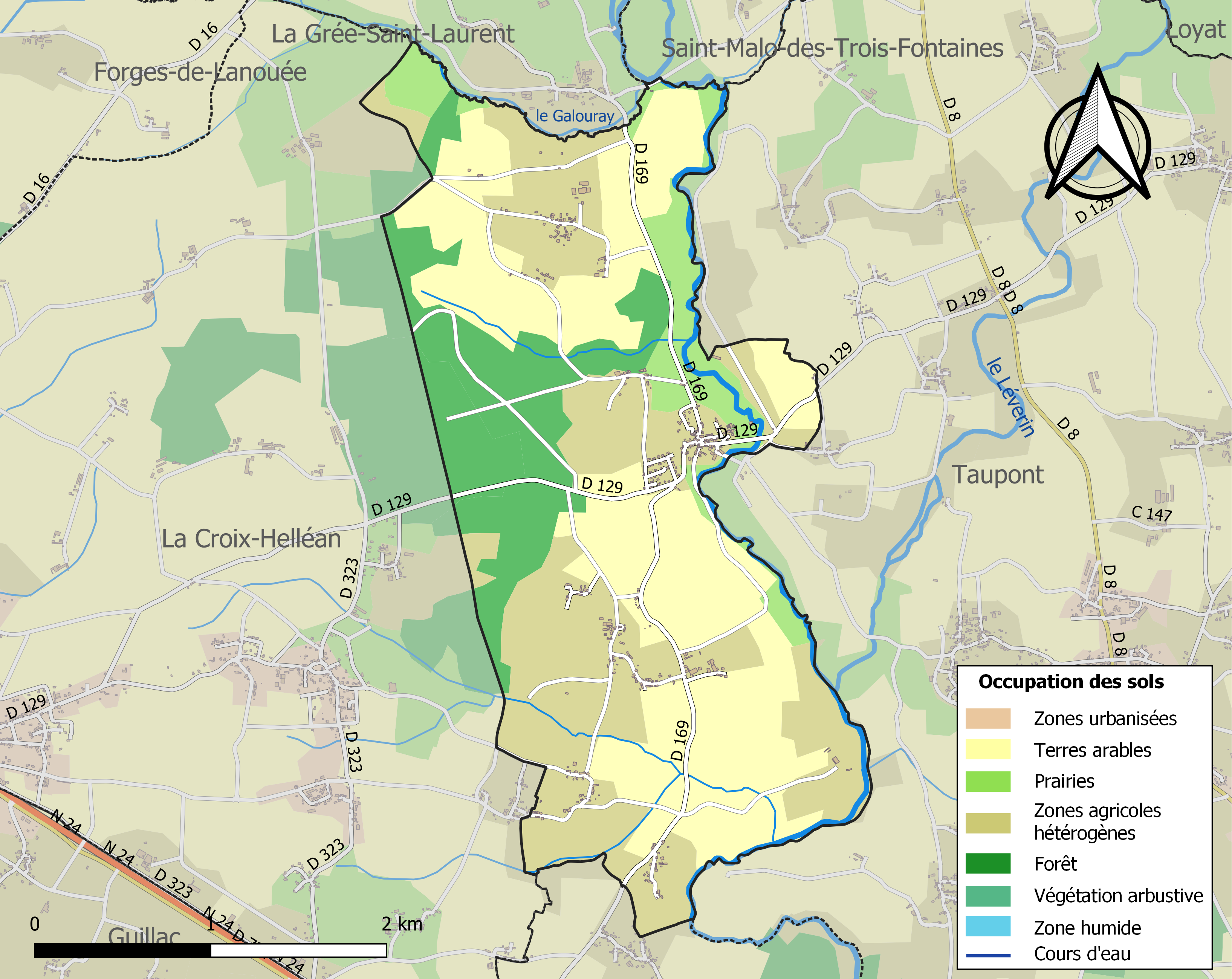
Carte des infrastructures et de l'occupation des sols de la commune en 2018 (CLC).

### Lieux-dits, hameaux et écarts
- Grand Penlan.

### Voies de communication et transports

#### RIV – Réseau Intercommunal de Voyage
La commune est desservie par un bus via la ligne 7 du Réseau Intercommunal de Voyage (RIV).

## Toponymie
Le nom de la localité est attesté sous les formes de Helien en 1338, Héléan en 1468.
Il pourrait être formé sur l'anthroponyme brittonique HaelGen.
Helean en breton.[réf. souhaitée]

## Histoire
Autrefois trève de la Croix-Helléan, Helléan s'appelle Bas-Glac en opposition avec le Haut-Glac aujourd'hui devenu Guillac. Ensuite Helléan devient paroisse en 1822.[réf. souhaitée]
Helléan se trouve sur le parcours du Tro Breizh, c'est de là très certainement que saint Samson, évêque fondateur de l'évêché de Dol, est devenu le saint patron de Helléan.

### LeXXesiècle

#### L'Entre-deux-guerres
La ligne de chemin de fer d'intérêt local à voie métrique des Chemins de fer du Morbihan allant de Ploërmel à La Trinité-Porhoët (via Taupont, Helléan, Saint-Malo-des-Trois-Fontaines et Mohon), est déclarée d'utilité publique par la loi du 1er mai 1911 ; elle ouvre le 5 octobre 1915 mais ferme en 1939.

## Politique et administration

### Élections municipales
Le conseil municipal d'Helléan, commune de moins de 1 000 habitants, est élu au scrutin majoritaire plurinominal à deux tours avec listes ouvertes et panachage. Compte tenu de la population communale, le nombre de sièges à pourvoir lors des élections municipales est de 11.

#### Élections de 2020
Onze des quatorze candidats en lice sont élus au premier tour, le 15 mars 2020, avec un taux de participation de 74,81 %.
Maryvonne Guillemaud, maire sortante, est alors réélue pour un deuxième mandat.

#### Chronologie des maires
| Période                                  | Période   | Identité             | Étiquette | Qualité                     |
| ---------------------------------------- | --------- | -------------------- | --------- | --------------------------- |
|                                          |           | Aldophe Guillemaud   |           |                             |
|                                          |           | Alphonse Coquentif   |           |                             |
| 1983                                     | 1990      | André Caudal         |           | Agriculteur                 |
| 1990                                     | mars 2001 | Pierre Derval        |           | Marchand de bestiaux        |
| mars 2001 Réélue en 2008, 2014 et 2020   | En cours  | Maryvonne Guillemaud |           | Retraitée de l'enseignement |
| Les données manquantes sont à compléter. |           |                      |           |                             |

## Équipements et services publics

### Espaces publics

#### Salles
Deux salles (salle Tihel et salle du pré communal) sont disponibles à la location pour la réalisation d'évènements.

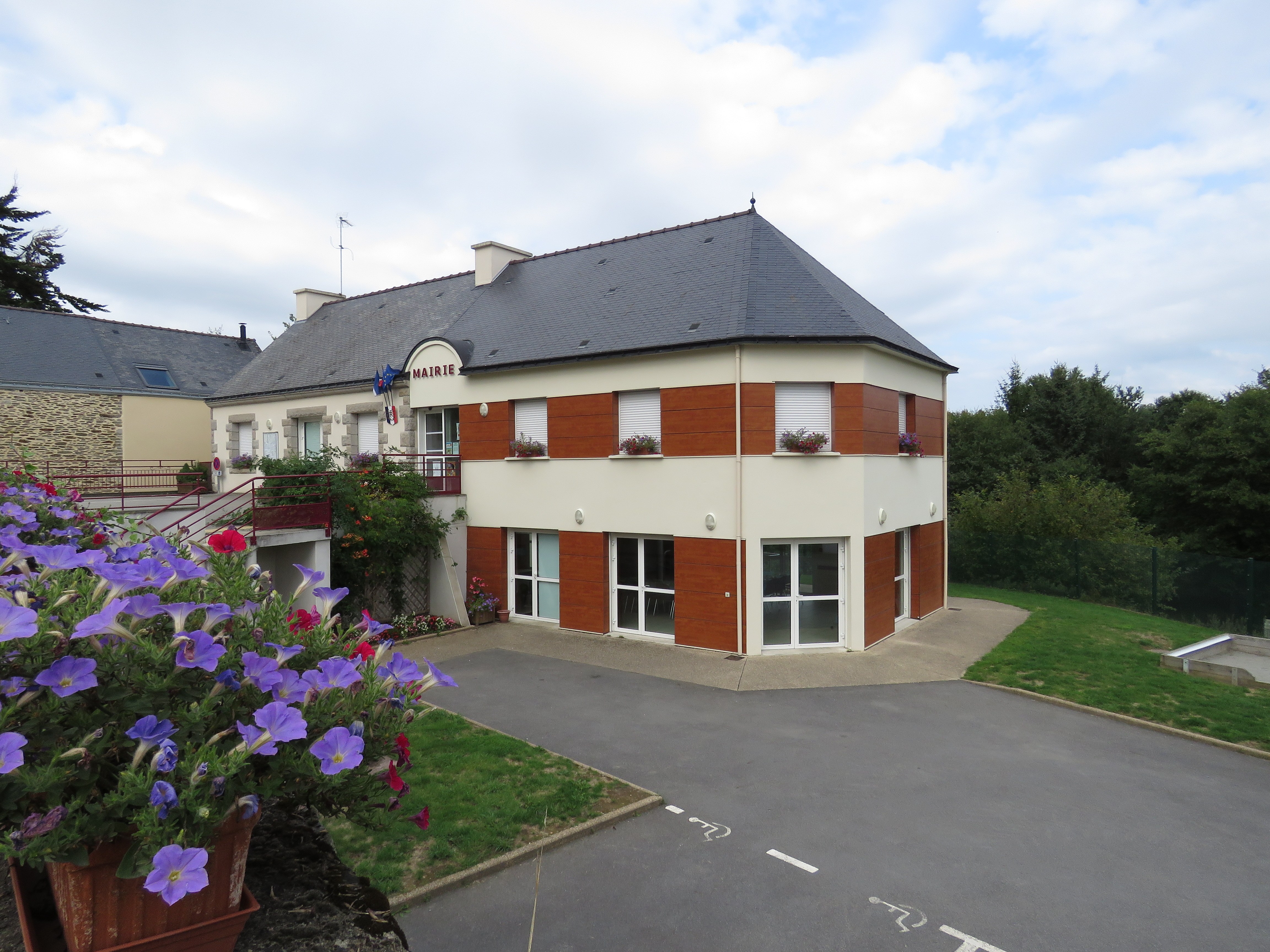
Salle Tihel, située sous la mairie.

### Enseignement
La commune dispose d'une école primaire privée , l'école Saint Samson. Cette école est en regroupement pédagogique intercommunal (RPI) avec les communes de La Croix-Helléan et La Grée Saint-Laurent.
Un service de transport scolaire est disponible aussi bien pour les écoles primaires que pour les collègues et lycées de Josselin et Ploërmel.

## Population et société

### Démographie
L'évolution du nombre d'habitants est connue à travers les recensements de la population effectués dans la commune depuis 1793. Pour les communes de moins de 10 000 habitants, une enquête de recensement portant sur toute la population est réalisée tous les cinq ans, les populations de référence des années intermédiaires étant quant à elles estimées par interpolation ou extrapolation. Pour la commune, le premier recensement exhaustif entrant dans le cadre du nouveau dispositif a été réalisé en 2004.

En 2022, la commune comptait 384 habitants, en évolution de +5,21 % par rapport à 2016 (Morbihan : +3,82 %, France hors Mayotte : +2,11 %).
| 1793 | 1800 | 1806 | 1821 | 1831 | 1836 | 1841 | 1846 | 1851 |
| ---- | ---- | ---- | ---- | ---- | ---- | ---- | ---- | ---- |
| 448  | 391  | 448  | 444  | 544  | 549  | 575  | 578  | 565  |

| 1856 | 1861 | 1866 | 1872 | 1876 | 1881 | 1886 | 1891 | 1896 |
| ---- | ---- | ---- | ---- | ---- | ---- | ---- | ---- | ---- |
| 584  | 597  | 626  | 573  | 595  | 586  | 605  | 583  | 566  |

| 1901 | 1906 | 1911 | 1921 | 1926 | 1931 | 1936 | 1946 | 1954 |
| ---- | ---- | ---- | ---- | ---- | ---- | ---- | ---- | ---- |
| 567  | 580  | 571  | 449  | 445  | 464  | 463  | 409  | 388  |

| 1962 | 1968 | 1975 | 1982 | 1990 | 1999 | 2004 | 2006 | 2009 |
| ---- | ---- | ---- | ---- | ---- | ---- | ---- | ---- | ---- |
| 392  | 370  | 322  | 302  | 277  | 306  | 309  | 303  | 327  |

| 2014 | 2019 | 2022 | - | - | - | - | - | - |
| ---- | ---- | ---- | - | - | - | - | - | - |
| 360  | 384  | 384  | - | - | - | - | - | - |

### Manifestations culturelles et festivités

#### Exposition voitures anciennes
L’association des véhicules anciens du Ninian expose chaque année ces véhicules.

#### Le Sonneur est dans l'pré
Depuis 2013, ce festival musical est organisé chaque année par l'association Helléan Festif et réunit plus de 1 500 festivaliers.

### Sports et loisirs

#### Bibliothèque municipale
Une bibliothèque municipale est disponible à la mairie.

#### Aire de jeux
Plusieurs aires de jeux ont été installées sur la commune.

#### Boite à livres
Une boîte à livres est disponible place de l'église.

### Vie associative
La commune est animée par plusieurs associations.
- Association de Chasse Communale Agrée
- Anciens Combattants Afrique Française du Nord
- Association des Véhicules Anciens du Ninian, cette association d'une quarantaine de membres organise des sorties de véhicules de collection[36].
- Helléan Festif, association qui organise le festival Le Sonneur est dans l'pré[37].
- Tacrisa, association permettant le développement des écoles du Niger)[38].
- Sauvegarde et promotion du patrimoine d'Helléan[39].
- Les Berges du Ninian, association permettant le développement culturel de la commune[40].
- École St Samson, association de l'école primaire
- APEL (association des parents de l'enseignement libre)[41].
- Organisme de Gestion de l'Enseignement Catholique
- Association d'Éducation Populaire
- Association de Zoothérapie du Morbihan La patte dans la main[42].
- Groupement d'Intérêt Cynégétique Digouët
- Team 4L Gordini 56, association dans le sport automobile[43].
- Combi VW, association de passionnées de combi et autres modèles de la marque Volkswagen[44].

### Culte
- l'église Saint-Samson, une église catholique se trouve au centre du bourg[45].

## Économie

### Emploi
Le bassin d'emploi est essentiellement porté par le secteur de l'agro-alimentaire des villes de Josselin et Ploërmel.

### Entreprises et commerces
L'activité économique de la commune est animée par des entreprises dans le domaine de la restauration, du bâtiment, du tourisme et de l'agriculture,.

## Culture locale et patrimoine

### Lieux et monuments
- le calvaire du bourg datant du XIXe siècle et situé à côté de l'église Saint-Samson[49] Le calvaire

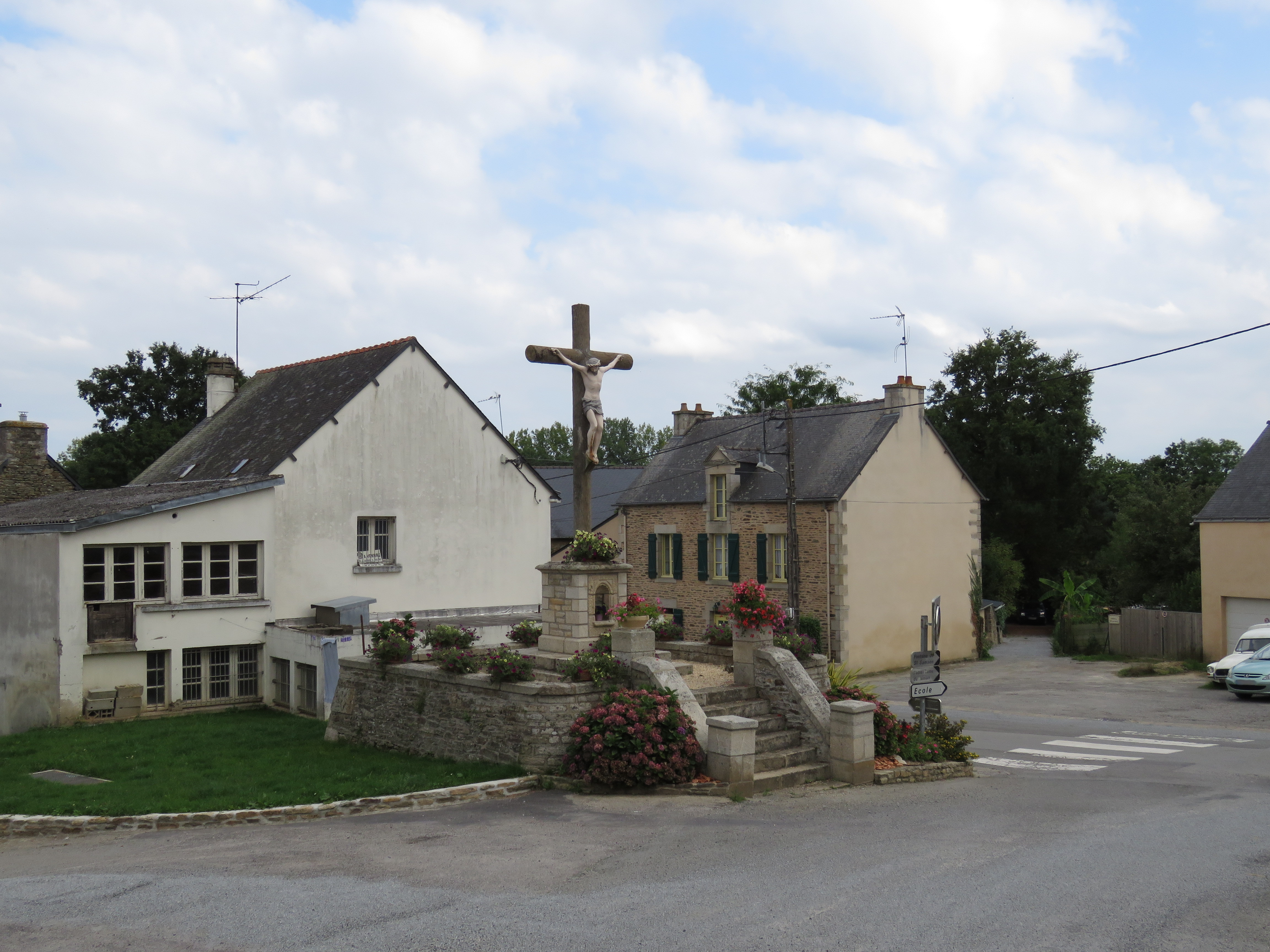
Le calvaire

- la fontaine de dévotion St Samson, fontaine datant de 1660[50],[51],[52].
- la grotte de Notre-Dame de Lourdes[51],[52].
- le calvaire de Penlan, une croix datant du XVIIe siècle et situé au Grand Penlan.  Inscrit MH[53]. Croix de Penlan

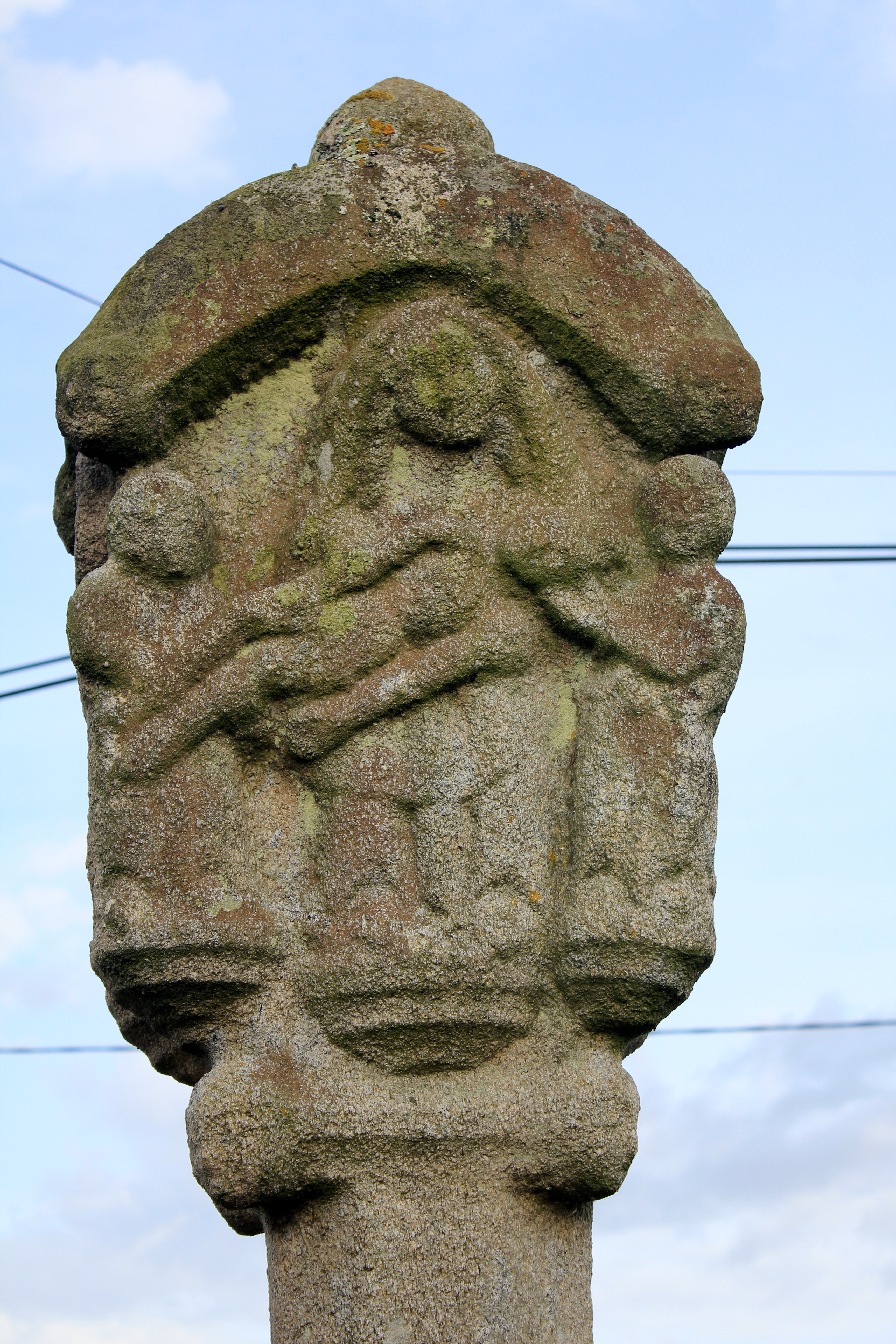
Croix de Penlan

#### Croix de chemin
Plusieurs croix de chemin sont réparties sur la commune.
- la croix de Penlan à Penlan et datant du XXe siècle (à ne pas confondre avec le calvaire de Penlan)
- la croix du Grand Penlan situé au Grand Penlan et datant du XXe siècle
- la croix du Petit Penlan situé au Petit Penlan et datant du XXe siècle
- la croix Gicquel situé au Petit Penlan et datant du XIXe siècle
- la croix Brimaud datant de 1861 et situé à La Porte és Brimaud
- la croix Collin datant de 1934 et situé à La Chesnaie
- la croix de Boissel datant du XVIIIe siècle et situé à Boissel
- la croix de la Basse Houssaie datant du XXe siècle et situé à la Basse Houssaie[54].
- la croix Lucas situé à la Houssaie et datant de 1878
- la croix de Saint-Maudé à Saint-Maudé fait par Antoine GUILLOUET en 1858
- la croix du cimetière datant du XIXe siècle
- la croix Harrouet situé à proximité du cimetière et datant de 1892
- la croix du Clos à Le Clos et datant de 1714
- la croix de Mission dans le bourg et datant de 1957

#### Église de Saint Samson
L'église Saint-Samson date du XVIe siècle et a été remaniée au XVIIIe siècle,.
Son clocher a été achevé en 1882. Il abritait alors deux cloches de 1599. L'une d'elle a été conservée et porte le nom de Margarite (ou Margarita, Marguerite selon les sources).
Celles-ci ont été remplacées en 1882 par 3 nouvelles cloches.
En 1985, les vitraux ont été remplacés (ou rénovés selon les sources). Ceux-ci sont associés à l'histoire de Tihel et Saint Samson.
L'église abrite également
- le tableau représentant le Rosaire et réalisé par un Dominicain en 1635[52].  Inscrit MH[59]
- un tableau Sainte Parenté datant du XVIIe siècle.  Inscrit MH[60].
- un retable du XVIIe siècle orné de 3 statues de Saint Nicodème, Saint Fiacre et Saint Barnabé.  Inscrit MH[61].
- une table d'autel en granit datant de 1515[52].
- une statue de la Vierge à l'enfant[62] du XVIIe siècle.
- un cadran solaire datant de 1811[52].

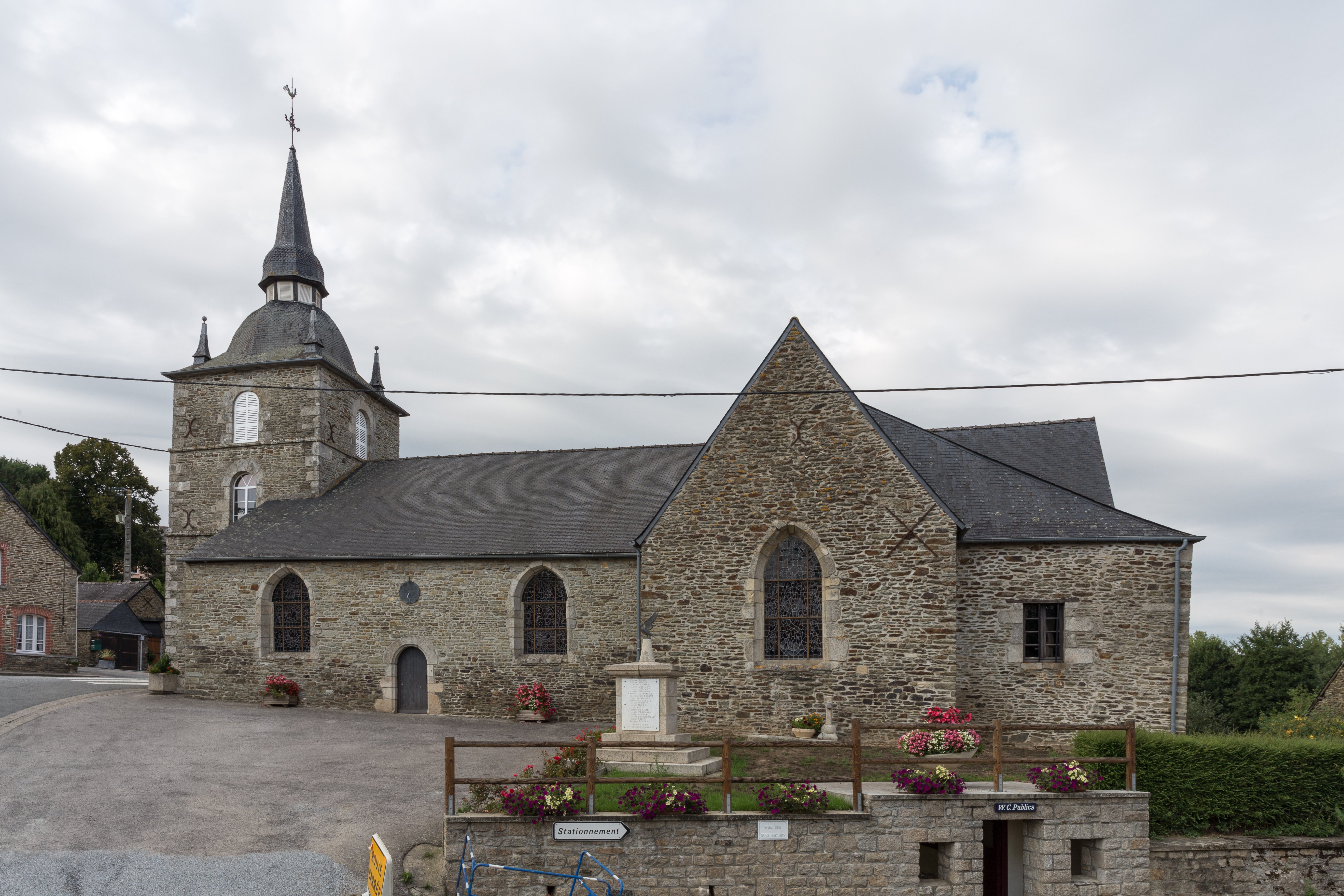
Église Saint-Samson.
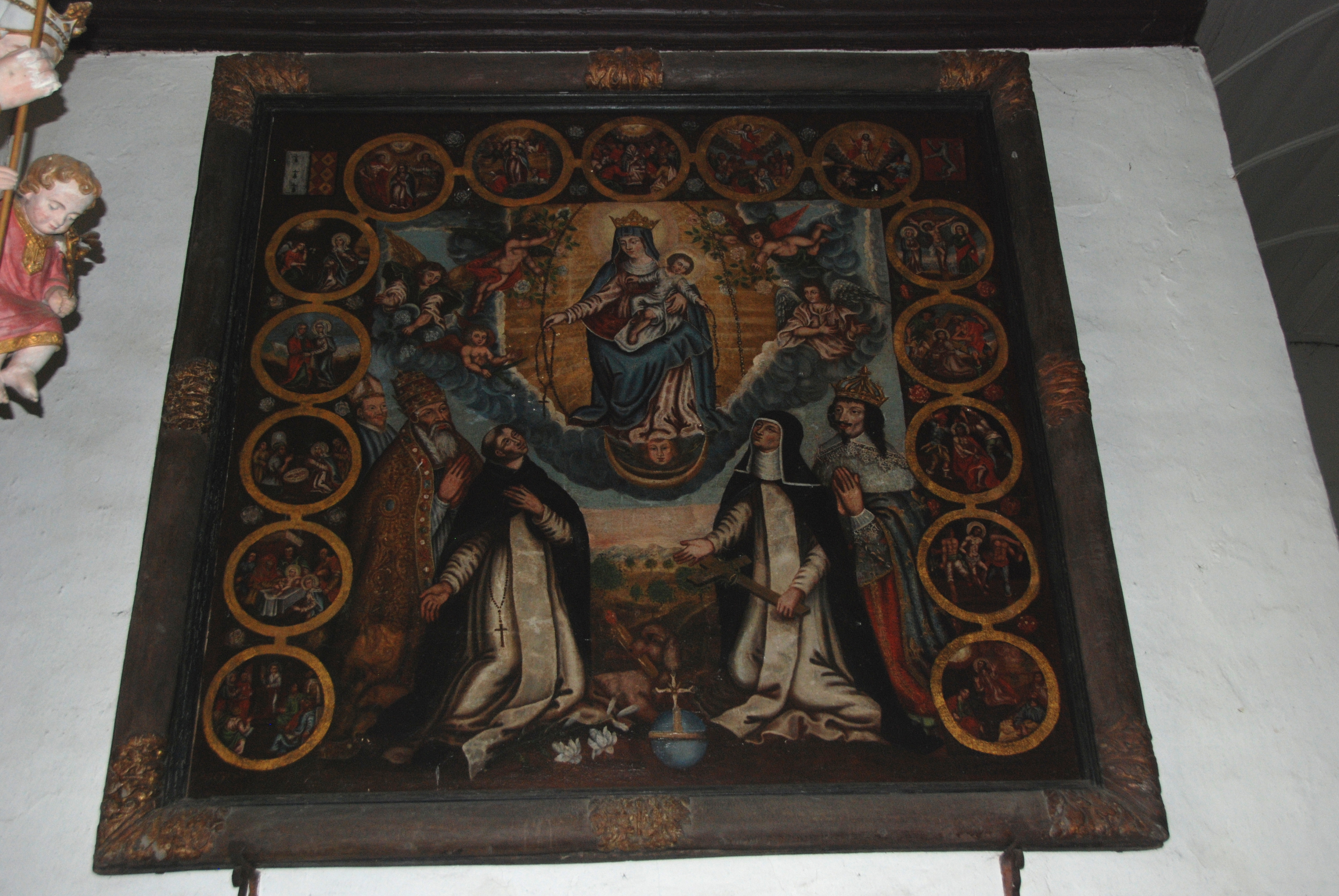
Le Rosaire.
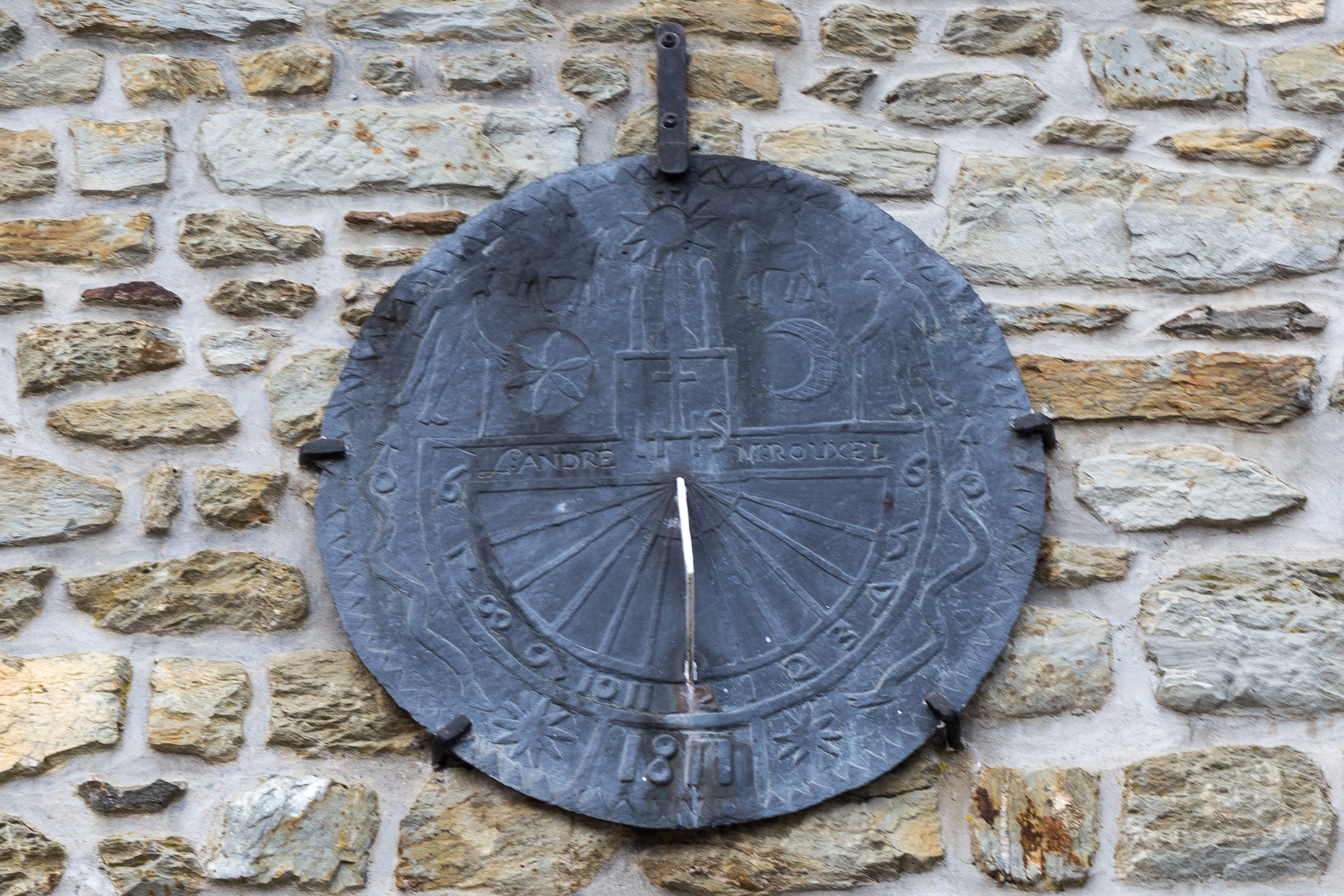
Cadran solaire.
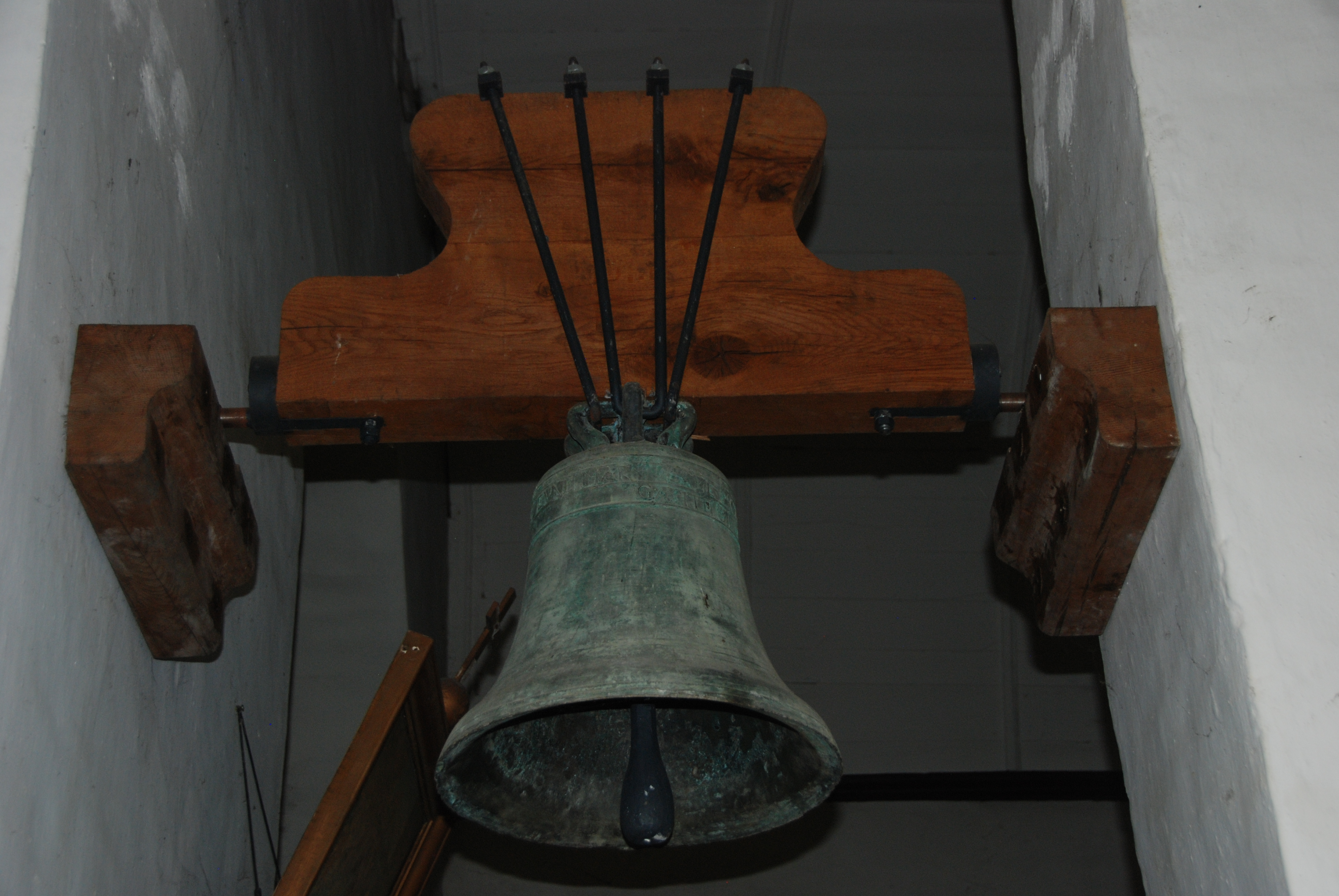
La cloche Margarite.

### Personnalités liées à la commune
- Tihel Le Breton (XIe siècle) [source insuffisante]

Tihel était un officier de l'armée de Guillaume le Conquérant. Il tenait ses terres directement du roi et non du comte Alain de Bretagne. Parmi les combattants de Guillaume, il y avait des chevaliers, des nobles, des Normands, des Bretons. Tihel dit le Breton, né en 1046 environ, était originaire de Helléan, canton de Josselin.
Trois vitraux de l'église évoquent l'histoire de Tihel le Breton et fondateur du village de Helions Bumpstead en Angleterre après la bataille de Hastings en 1066.
Tihel quitte Helléan et traverse la Manche. Il va rejoindre les armées de Guillaume le Conquérant. Pour récompenser son courage, Guillaume lui donne le titre de propriété d'un domaine situé en Angleterre.
Après la victoire, Tihel présente la couronne d'Angleterre à Guillaume le Conquérant. Durant la bataille d'Hastings il se bat avec courage et détermination. Tihel est devenu le « Maître » de Helions. Il s'appellera désormais Helions, chevalier de Bumpstead. Il aura pour charge de protéger son domaine et tous ceux qui y travaillent.
Le nom de Tihel diffère selon les sources, il est ainsi également nommé Tihel de Helléan, Tihel Helion (ou de Helion) et Ti Hellus Brito. Son nom apparait notamment dans le Domesday Book,,,.
- Fatima Briend

Fatima Briend a été décorée de l'ordre national du mérite pour ses engagements dans le milieu associatif (association Tacrisa).

### Héraldique
| Blason de Helléan | Blason  | D'argent à trois chevrons de gueules, à l'homme d'armes à pied et de face d’or armé brochant et accompagné en pointe de l'inscription « Tihel » de sable; au chef d'or chargé de trois arbres de sinople soutenus d'une rivière d'azur. |
| Blason de Helléan | Détails | Création Jean-François Binon. Adopté le 9 mai 2019. |

Un blason de la commune a été créé en 2019 par Jean-François BINON et a été adopté par le conseil municipal le 9 mai 2019.
Différents symboles propre à la commune se retrouve sur se blason
- le bleu étant pour la rivière (le Ninian).
- les trois arbres pour ces espaces bocagés tels que le bois de Digoüet et le bois de Gouro
- Tihel, personnalité originaire de la commune
- les mouchetures d'hermine, emblème de la Bretagne.